# Felix Rosenqvist
Felix Rosenqvist (Värnamo, 7 november 1991) is een Zweeds autocoureur die in 2011 en 2013 de Masters of Formula 3 en in 2014 en 2015 de Grand Prix van Macau won.

## Carrière
In 2010 nam Rosenqvist deel aan het Duitse Formule 3-kampioenschap voor het team Performance Racing, waar hij met twee overwinningen als vijfde in het kampioenschap eindigde. Ook nam hij dat jaar deel aan de Grand Prix van Macau, waar hij als negende eindigde voor Performance. Ook nam hij deel aan de Formule Palmer Audi en enkele Formule Renault-kampioenschappen waar hij zeer succesvol was en drie kampioenschappen won.
In 2011 maakte Rosenqvist zijn debuut in de Formule 3 Euroseries voor het team Mücke Motorsport, waar hij de Masters of Formula 3 op zijn naam schreef. Hierna won hij echter alleen nog een race op de Hockenheimring, waardoor hij als vijfde in het kampioenschap eindigde.
In 2012 blijft Rosenqvist voor Mücke in de Formule 3 Euroseries rijden, dat deels samen wordt gehouden met het nieuwe Europees Formule 3-kampioenschap. In de Euroseries werd hij met vier overwinningen vierde in het kampioenschap, in de Europese Formule 3 eindigde hij met evenzoveel overwinningen als derde.
In 2013 reed Rosenqvist opnieuw voor Mücke in de Europese Formule 3. Hij behaalde tien overwinningen, waaronder hattricks op de Red Bull Ring en het Circuit Park Zandvoort. Hiermee eindigde hij achter Raffaele Marciello als tweede in het kampioenschap met 457 punten. Daarnaast werd hij na Valtteri Bottas de tweede coureur die de Masters of Formula 3 tweemaal op zijn naam wist te schrijven.
In 2014 bleef Rosenqvist in de Europese Formule 3 voor Mücke rijden. Hij kende een lastig seizoen met slechts één overwinning tijdens de Grand Prix de Pau. Hierdoor zakte hij terug naar de achtste plaats in het kampioenschap met 188 punten. Aan het eind van het seizoen wist hij wel de Grand Prix van Macau te winnen.
In 2015 stapte Rosenqvist na vier jaar voor Mücke te hebben gereden over naar concurrent Prema Powerteam in de Europese Formule 3.
Ook nu wist hij aan het eind van het seizoen de Grand Prix van Macau te winnen.
In 2016 maakte Rosenqvist de overstap naar de Verenigde Staten om deel te nemen aan de Indy Lights voor het team Belardi Auto Racing. Daarnaast kwam hij uit in de Blancpain GT Series Sprint Cup en de Blancpain GT Series Endurance Cup en was hij testrijder voor het DTM-team van Mercedes. Tijdens zijn eerste raceweekend in de Indy Lights op het Stratencircuit Saint Petersburg won hij direct een race en op het Stratencircuit Toronto won hij beide races. Hierna verliet hij het kampioenschap om bij het Mercedes-Benz DTM Team ART de naar de Formule 1 vertrokken Esteban Ocon te vervangen. Later dat jaar maakt hij ook zijn debuut in de Formule E voor het team van Mahindra Racing.